# الکساندر نیوزوروف
الکساندر نیوزوروف (روسی: Алекса́ндр Гле́бович Невзо́ров؛ زادهٔ ۳ اوت ۱۹۵۸) روزنامه‌نگار، فیلم‌نامه‌نویس، کارگردان فیلم، مجری تلویزیون و نماینده سابق مجلس روسیه است.